# مؤسسه فرهنگی-هنری ماهور
مؤسسه فرهنگی-هنری ماهور یک مؤسسه نشر و تولید آثار موسیقی است که در سال ۱۳۶۶ با انگیزهٔ تولید و انتشار آثار موسیقی تأسیس شد. بخش عمدهٔ تولیدات انتشارات ماهور، آثار آموزشی و پژوهشی در زمینه‌های مختلف موسیقی کلاسیک و موسیقی نواحی ایران است. مجموعه گنجینهٔ موسیقی ایرانی در زمینهٔ موسیقی سازی و آوازی از جمله آوازهای اقبال آذر، رضاقلی میرزا ظلی و نواخته‌های استادان سعید هرمزی، علی‌اکبر شهنازی، آقاحسینقلی، درویش خان و دیگران و ردیف‌های موسیقی ایرانی، در مجموعهٔ «آثار آموزشی» معتبرترین ردیف‌های سازی و آوازی ایران است، که از جمله آنها: ردیف میرزا عبداللَّه، ردیف آقاحسینقلی و ردیف علی‌اکبر شهنازی و ردیف‌های آوازی دوامی و کریمی و آثاری دیگر است.
مؤسسه فرهنگی-هنری ماهور در سال ۱۳۶۶ توسط سید محمد موسوی ماهور به عنوان یک مؤسسه فرهنگی هنری در وزارت فرهنگ و ارشاد اسلامی به ثبت رسید. از فعالیت‌های این انتشارات تولید و نشر آثار موسیقی کلاسیک ایرانی به شکل شنیداری، دیداری و مکتوب است. همچنین این مؤسسه ناشر آثار آموزشی ردیف‌های سازی و آوازی از استادان قدیم و معاصر ایران است. در بخش تحقیقات مؤسسه ماهور مجموعه بیش از ۷۰ عنوان موسیقی مناطق مختلف ایران را جمع‌آوری، طبقه‌بندی و منتشر نموده‌است. از دیگر حوزه‌های فعالیت نشر ماهور برای محققان و پژوهشگران انتشار نشریه تخصصی موسیقی به نام فصلنامه موسیقی ماهور است که در هر فصل مقاله‌های تحقیقی و توصیفی به قلم صاحب نظران موسیقی به چاپ می‌رسد. در زمینه ادبیات شنیداری فارسی نیز مجموعه‌ای گرانقدر از صدای شاعر و همچنین تفسیر آثار گنجینه ادبیات فارسی توسط این نشر در دسترس علاقه‌مندان قرار گرفته‌است. فعالیت ماهور در پژوهش، اشاعه، جمع‌آوری، انتشار کتاب، نشریه، نت نوشت و ضبط، گسترش دارد.

## جوایز و افتخارات
در آبان ماه سال ۱۴۰۱ در مراسم The Aga khan Music Awards شبکه توسعه آقاخان به پاس تلاش‌های سید محمد موسوی ماهور در اشاعه موسیقی تقدیر صورت گرفت و تندیس و جایزه ویژه هیئت داوران را دریافت کرد.
در مراسم جشن چهاردهمین سالگرد تأسیس خانه موسیقی ایران در تالار وحدت سهم جوایز مؤسسه فرهنگی-هنری ماهور از برگزیدگان چهارمین دوسالانه کتاب برتر موسیقی در ۱۰ مهر ۱۳۹۵ به این شرح اعلام شد:
- در بخش پژوهش، مقام اول به دو کتاب جشن موسیقی در فرهنگ‌های شهری ایران اثر ساسان فاطمی و پنجره‌ای با شیشه‌های کوچک رنگی اثرسینا صدقی به‌طور مشترک تعلق گرفت.
- همچنین کتاب‌های عجملر اثر آرش محافظ و ارمغان طرب اثر محسن محمدی شایسته تقدیر و دریافت لوح تقدیر شناخته شدند.
- در بخش آموزش دو کتاب ضرب آوا اثر حمید قنبری و ضربی‌های علی اکبر شهنازی اثر نت نگاری حسین مهرانی به دلیل استفاده در حوزه آموزش مورد تقدیر قرار گرفتند.[۵]
- همچنین در بخش آلبوم برگزیده سال آلبوم هیچ مگو به آهنگسازی احسان ذبیحی فر و خوانندگی مجتبی عسگری برگزیده این بخش شد و تندیس جشنواره را دریافت نمود.[۶]

از دیگر جوایز مؤسسه فرهنگی-هنری ماهور می‌توان به این موارد اشاره کرد:
- کتابخانه موزه و مرکز اسناد مجلس شورای اسلامی در سال ۱۳۸۴ در آیین بزرگداشت حامیان نسخ خطی تندیس و تقدیر خود را به فصلنامه ماهور اهدا کرد.[۷]
- فصلنامه موسیقی ماهور لوح تقدیر بخش نشریه را از جشنواره موسیقی فجر ۱۳۷۹ دریافت کرد.[۸]
- جایزه بین‌المللی لوییس ایبسن الفاروقی در پایان سال ۲۰۱۱ میلادی به مؤسسه فرهنگی-هنری ماهور و فصلنامه موسیقی ماهور تعلق گرفت. هیئت اهدای جایزه بین‌المللی الفاروقی، مؤسسه ماهور را به عنوان مرکز مهمی در عرصه موسیقی‌شناسی قومی در منطقه شناخته و به خاطر ارتباط و میزبانی این مؤسسه از پژوهشگران موسیقی، ضمن اهدای این جایزه از ساسان فاطمی، هومان اسعدی (پژوهشگران موسیقی) و سید محمد موسوی ماهور (مدیرمسئول ماهور) قدردانی کرده‌است. آن راسموسن به نمایندگی از سوی هیئت داوران، این جایزه را در همایش قوم موسیقی‌شناسی که هفته آخر ماه دسامبر ۲۰۱۱ میلادی در فیلادلفیا برگزار شد به استیون بلام پژوهشگر برجسته موسیقی شرق (که قبلاً به عنوان میهمان ماهور در ایران حضور داشته‌است) به نمایندگی از سوی مؤسسه ماهور اهدا کرد.[۹]
- دریافت تندیس باربد بهترین ناشر موسیقی در سی و ششمین جشنوارهٔ موسیقی فجر (۱۳۹۹)[۱۰]
- نامزد بهترین ناشر موسیقی در سی و هفتمین جشنوارهٔ موسیقی فجر (۱۴۰۰)[۱۱]

## واحدهای تشکیل دهنده مؤسسه
- واحد تولیدات صوتی و تصویری موسیقی
- واحد انتشارات کتاب
- واحد نشریه فصلنامه موسیقی ماهور و دوفصلنامه موسیقی ماهور
- واحد تحقیقات موسیقی